# 로드리고 프리에토
로드리고 프리에토(스페인어: Rodrigo Prieto, 1965년 11월 23일 ~ )는 멕시코의 영화 촬영 기사이다. 알레한드로 곤살레스 이냐리투 감독의 초기작 《바벨》(2006), 《비우티풀》(2010)과 커티스 핸슨의 《8마일》(2002), 리안의 《브로크백 마운틴》(2005), 《색, 계》(2007), 벤 애플렉의 《아르고》(2012), 마틴 스코세이지의 《더 울프 오브 월 스트리트》(2013), 《아이리시맨》(2019)의 촬영을 담당했다.

## 연출 작품 목록

### 영화
| 연도 | 제목                          | 원제                            | 감독                         | 비고                                             |
| ---- | ----------------------------- | ------------------------------- | ---------------------------- | ------------------------------------------------ |
| 2000 | 아모레스 페로스               | Amores perros                   | 알레한드로 곤살레스 이냐리투 |                                                  |
| 2001 | 오리지날 씬                   | Original Sin                    | 마이클 크리스토퍼            |                                                  |
| 2001 | 열 가지 사랑 이야기           | Ten Tiny Love Stories           | 로드리고 가르시아            |                                                  |
| 2002 | 프리다                        | Frida                           | 줄리 테이머                  |                                                  |
| 2002 | 8마일                         | 8 Mile                          | 커티스 핸슨                  |                                                  |
| 2002 | 25시                          | 25th Hour                       | 스파이크 리                  |                                                  |
| 2003 | 21그램                        | 21 Grams                        | 알레한드로 곤살레스 이냐리투 |                                                  |
| 2004 | 알렉산더                      | Alexander                       | 올리버 스톤                  |                                                  |
| 2005 | 브로크백 마운틴               | Brokeback Mountain              | 리안                         | 아카데미 촬영상 후보 영국 아카데미상 촬영상 후보 |
| 2006 | 바벨                          | Babel                           | 알레한드로 곤살레스 이냐리투 | 영국 아카데미상 촬영상 후보                      |
| 2007 | 색, 계                        | 色，戒                          | 리안                         |                                                  |
| 2009 | 스테이트 오브 플레이          | State of Play                   | 케빈 맥도널드                |                                                  |
| 2009 | 브로큰 임브레이스             | Los Abrazos Rotos               | 페드로 알모도바르            |                                                  |
| 2010 | 월 스트리트: 머니 네버 슬립스 | Wall Street: Money Never Sleeps | 올리버 스톤                  |                                                  |
| 2010 | 비우티풀                      | Biutiful                        | 알레한드로 곤살레스 이냐리투 |                                                  |
| 2011 | 워터 포 엘리펀트              | Water for Elephants             | 프랜시스 로런스              |                                                  |
| 2011 | 우리는 동물원을 샀다          | We Bought a Zoo                 | 캐머런 크로                  |                                                  |
| 2012 | 아르고                        | Argo                            | 벤 애플렉                    |                                                  |
| 2013 | 더 울프 오브 월 스트리트      | The Wolf of Wall Street         | 마틴 스코세이지              |                                                  |
| 2014 | 더 홈즈맨                     | The Homesman                    | 토미 리 존스                 |                                                  |
| 2016 | 패신저스                      | Passengers                      | 모르텐 튈둠                  |                                                  |
| 2017 | 침묵                          | Silence                         | 마틴 스코세이지              |                                                  |
| 2019 | 아이리시맨                    | The Irishman                    | 마틴 스코세이지              |                                                  |
| 2020 | 글로리아의 여정               | The Glorias                     | 줄리 테이머                  |                                                  |

## 같이 보기
- 멕시코 영화